# Herman Ambrosius Jan Baanders
Herman Ambrosius Jan Baanders, bekend als H.A.J. Baanders, (Amsterdam, 13 februari 1876 – aldaar, 27 mei 1953) was een Nederlands architect, batikker, ontwerper en ondernemer die een vooraanstaande rol speelde in de Amsterdamse School. Hij ontwierp onder meer het Amsterdams Lyceum.
Baanders belangrijkste bijdrage aan de ontwikkeling van de Amsterdamse School was een aantal gebouwen buiten Amsterdam in de vroegste fase van deze bouwstijl. Daarnaast fungeerde zijn architectenbureau als springplank voor de carrières van een reeks prominente architecten van de Amsterdam School, waaronder Michel de Klerk, Cornelis Blaauw, J. Zietsma en Willem Maas.
In Amsterdam is een straat naar hem vernoemd, de H.A.J. Baanderskade in Zeeburg.

## Leven

### Jeugd en eerste carrièrestappen
H.A.J. Baanders volgde in de voetsporen van zijn vader, de architect Herman Hendrik Baanders (1849–1905). Net als zijn vader studeerde hij bouwkunde aan de Industrieschool van de Maatschappij voor den Werkenden Stand in Amsterdam. Hierna werkte hij voor zowel zijn vader als de architect Pierre Cuypers. 
In 1899 verhuisde hij naar Den Haag, waar hij voor de Rijksgebouwendienst werkte, maar in 1903 keerde Baanders terug naar Amsterdam om zijn vader in de zaak te helpen. In deze tijd werkte hij ook als leraar aan de Kunstnijverheidschool in Haarlem.
Naast architect was Baanders ook actief als meubel- en interieurontwerper. Hij leerde batikken van Maurits Greshoff en toonde zijn batikwerk tijdens een tentoonstelling van Nederlandse kunstnijverheid in het Kunstindustrimuseet in Kopenhagen in 1904. Hij schreef ook een artikel over batikken, "Over de toepassing der batik-kunst in Nederland", dat opgenomen werd in het boek De batik-techniek (1900).

### Verdere carrière

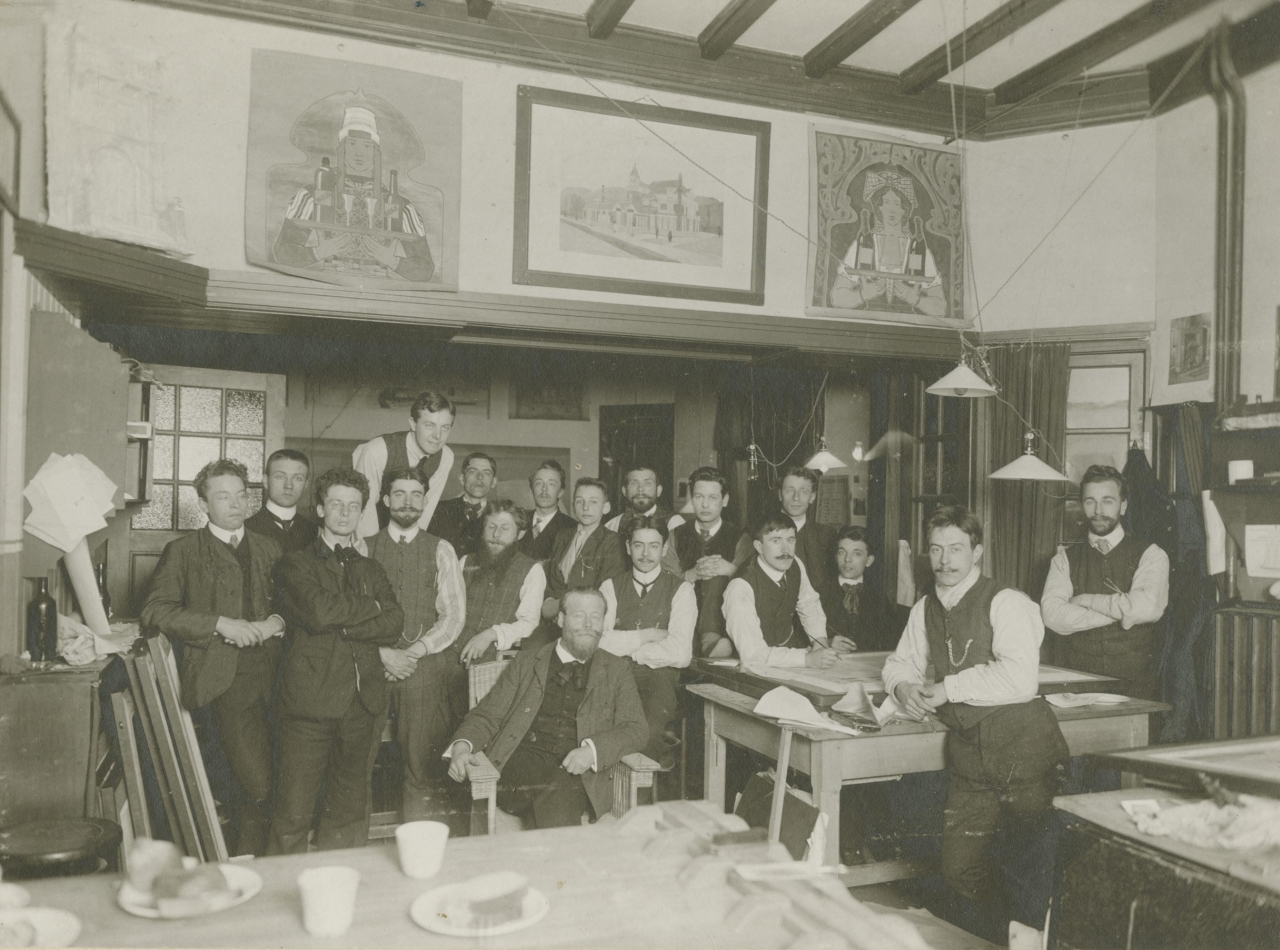
Architectenbureau van Ed. Cuypers met Baanders (geheel links), 1906.

Na de dood van zijn vader in 1905 nam Baanders zijn vaders architectenbureau en timmerwerkplaats over. De eerste vernoeming van Baanders als onafhankelijk architect was in 1906, toen het bureau verhuisde van Ruysdaelkade 27 naar Prinsengracht 955, in een gebouw dat door Baanders zelf was ontworpen. Vanaf 1909 was het bureau gelegen aan Herengracht 495. Het bureau verhuisde naar het naastgelegen pand, Herengracht 493, in 1924. Na de Tweede Wereldoorlog keerde het bedrijf terug naar Herengracht 495.
In 1906 richtte hij samen met L.P. de Stoppelaar een beleggingsmaatschappij voor onroerend goed op, de Nederlandsche Grondbriefbank. Hij volgde ook Willem Kromhout op als hoofd van het Amsterdamse architectengenootschap Architectura et Amicitia. Baanders werd in 1907 lid van de raad van bestuur van het genootschap, in 1908 secretaris, in 1909 vicevoorzitter en in 1910 voorzitter, een functie die hij tot 1912 behield. Zijn zakelijke netwerk als directeur van de Nederlandsche Grondbriefbank en voorzitter van Architectura et Amicitia leidde tot almaar grotere en prestigieuzere commissies. In de daaropvolgende jaren groeide zijn bureau uit tot een van de grootste architectenbureaus van Amsterdam. In 1911 werd zijn broer Jan Baanders compagnon in de firma, en vanaf 1915 heette het bedrijf "Architectenbureau H.A.J. en Jan Baanders".
H.A.J. Baanders had waarschijnlijk gewild dat zijn zoon Frans Baanders het bureau van hem zou overnemen, maar na zijn dood in 1953 nam zijn broer Jan Baanders over als enige directeur, en uiteindelijk nam Jans zoon (Jan Baanders Jr.) het bureau over.

## Werk
Baanders ontwierp vooral kantoren en fabrieken, zowel in Amsterdam als in andere steden. Ook ontwierp hij veel villa's en landhuizen voor de rijke eigenaren van de bedrijven waar hij kantoren en fabrieken voor bouwde. Deze dure huizen waren vooral gelegen rond het Vondelpark en in welgestelde gebieden rond Amsterdam zoals Bloemendaal, Aerdenhout en het Gooi. 
Belangrijke projecten van het bureau tot midden jaren 1920 waren onder meer Heijplaat in de haven van Rotterdam (1912-1921) — oorspronkelijk aangelegd als tuindorp om de werknemers van de Rotterdamsche Droogdok Maatschappij te huisvesten — en het Amsterdams Lyceum (1917-1922). De bouwprojecten in deze periode waren sterk beïnvloed door de Amsterdamse School. Vanaf midden jaren 1920 werkte Baanders' bureau ook aan grote huisvestingsprojecten in Amsterdam.
Het bureau bleef actief tijdens de economische crisis in de jaren 1930. De gebroeders Baanders ontwierpen in deze periode onder meer het Blauwe Theehuis, een modernistisch, cirkelvormig paviljoen in het Amsterdamse Vondelpark (1937). Het bureau was ook actief als projectontwikkelaar van grootschalige huisvesting rond Den Helder en Wieringermeer. Tijdens de Tweede Wereldoorlog was het bureau een stuk minder actief. Ook na de oorlog bleef het op een laag pitje staan; Baanders was inmiddels in de zeventig.

## Afbeeldingen

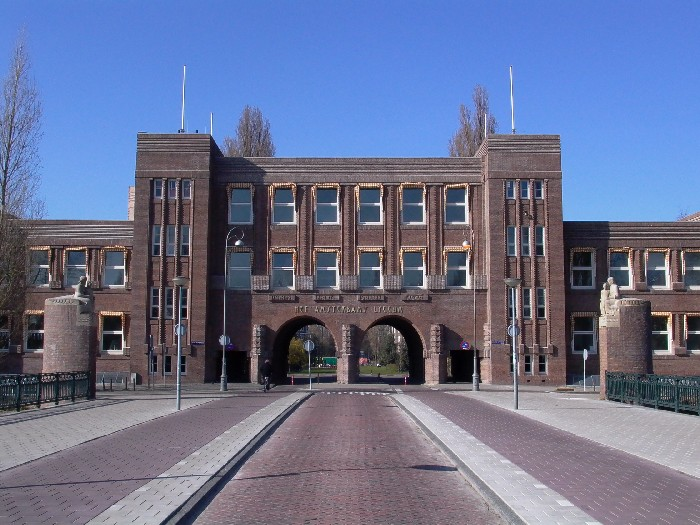
Het Amsterdams Lyceum (1917-1920)
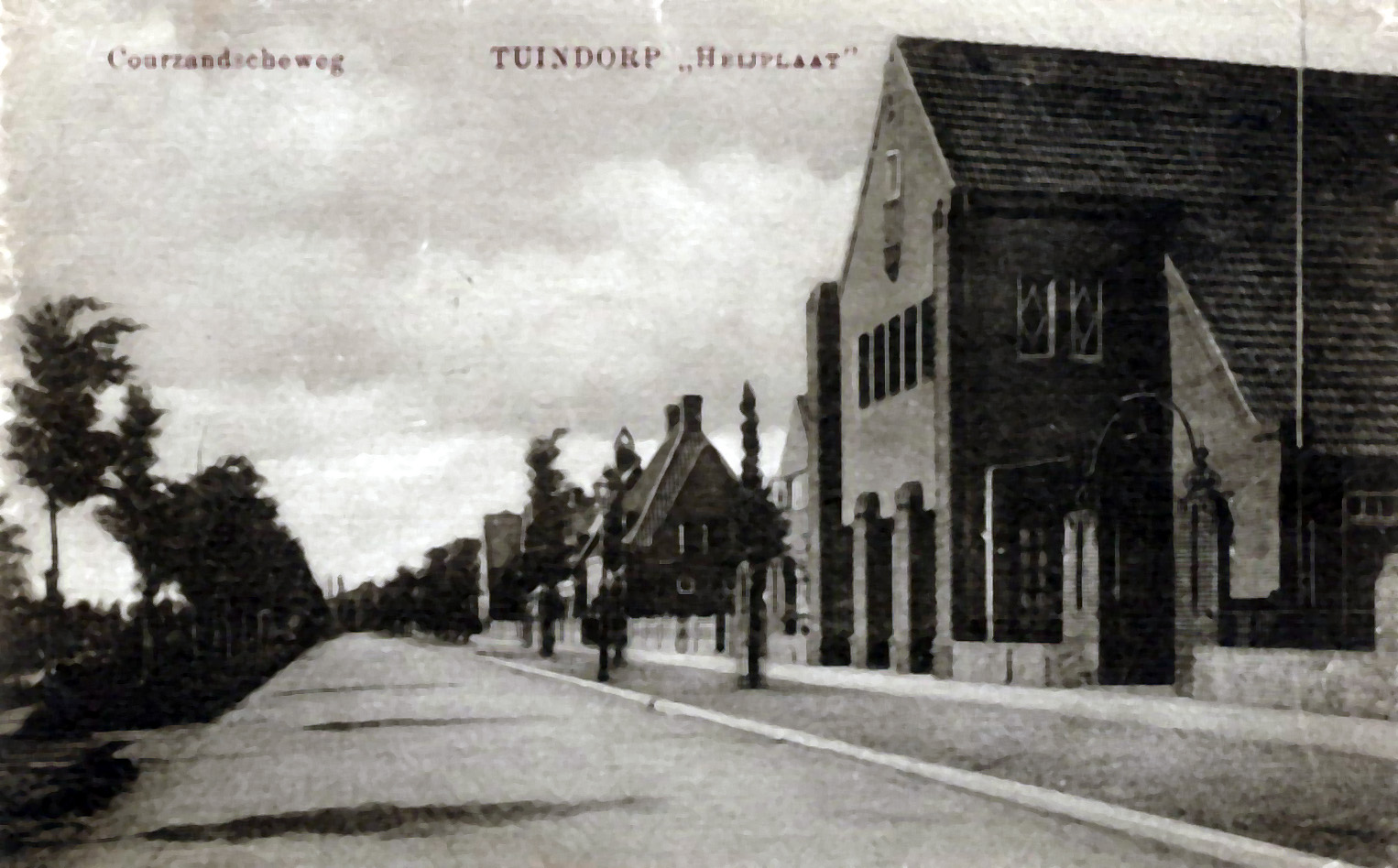
Tuindorp Heijplaat, 1920s
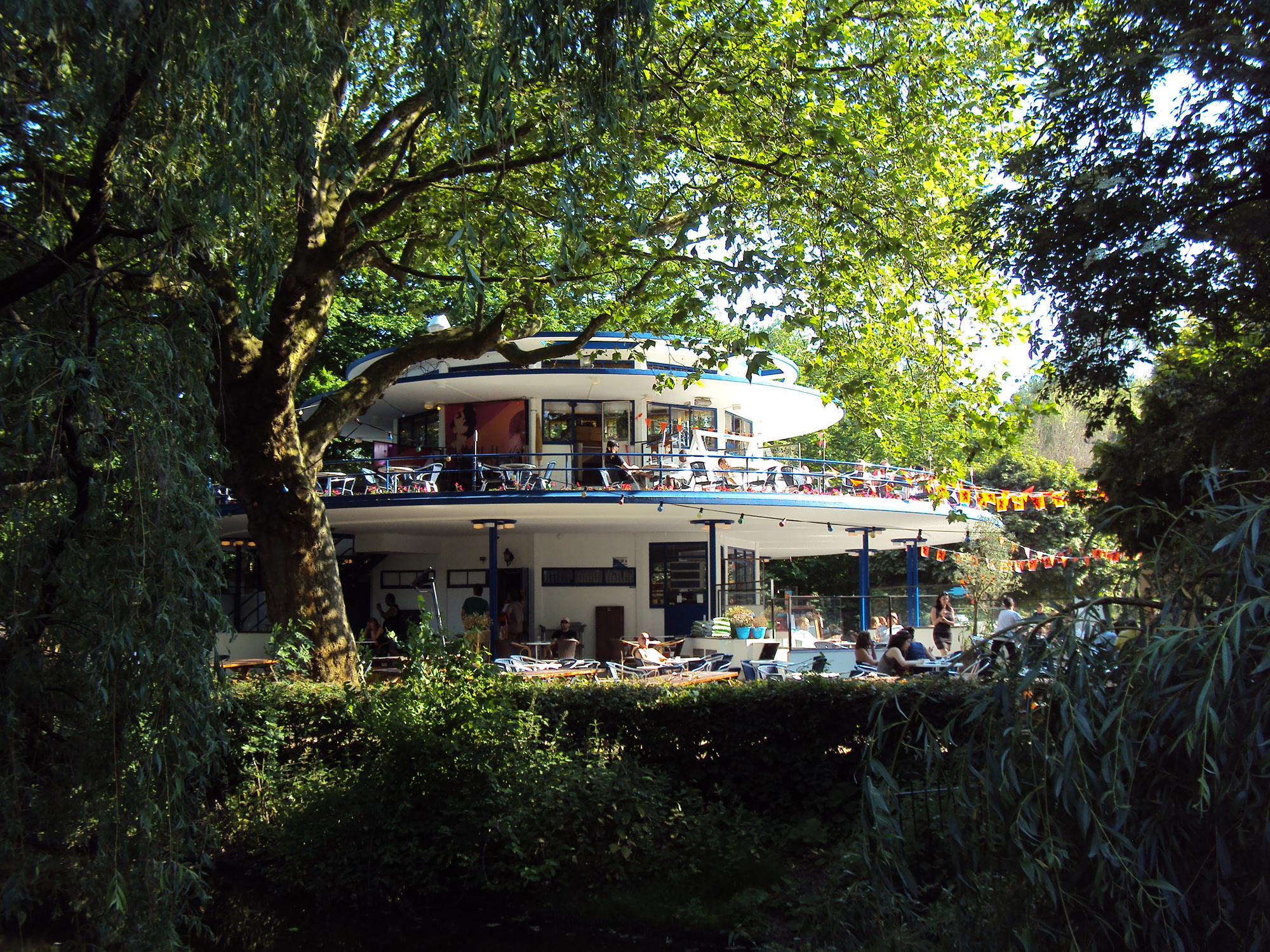
Het Blauwe Theehuis (1937)